# Paralovo
Paralovo (szerbül: Паралово)  település Szerbiában, a Raskai körzet Novi Pazar községében.

## Népessége
- 1948-ban 273 lakosa volt.
- 1953-ban 323 lakosa volt.
- 1961-ben 380 lakosa volt.
- 1971-ben 410 lakosa volt.
- 1981-ben 552 lakosa volt.
- 1991-ben 620 lakosa volt.
- 2002-ben 982 lakosa volt, melyből 978 bosnyák (99,59%), 2 muzulmán (0,2%), 1 szerb (0,1%) és 1 ismeretlen.

## Külső hivatkozások
- Paralovo, Serbia Page (angol nyelven). fallingrain.com. (Hozzáférés: 2011. július 1.)
- Paralovo Map — Satellite Images of Paralovo (angol nyelven). maplandia.com. (Hozzáférés: 2011. július 1.)